# 1974年希臘共和制公投
1974年希臘共和制公投於1974年12月8日舉辦。在此之前，軍政府已於1973年7月29日舉行了一次公民投票，建立共和制。然而，在軍政府垮台後，軍政府時期的法案被認為是無效的，由康斯坦丁諾斯·卡拉曼利斯領導的新政府決定再次舉行公投。前國王康斯坦丁二世被新政府禁止返回希臘參加此次公投，但卡拉曼利斯政府允許他向全國發表電視演說。這次公投的投票率有75.6%，69.2%的投票者支持廢除君主制。